# Tähemaa
Tähemaa – wieś w Estonii, w prowincji Tartu, w gminie Vara. Na północ od wsi położony jest rezerwat Emajõe-Suursoo, na którego terenie znajduje się kilka jezior: Koosa, Leego, Kalli.